# Start from the Dark
Albums de Europe
Prisoners in Paradise
(1991) Secret Society
(2006)
Start from the Dark est le sixième album studio du groupe Europe.

## Titres
- Toutes les pistes écrites et composées par Joey Tempest et John Norum, sauf indication contraire.

1. Got to Have Faith – 3:10
2. Start from the Dark – 4:12
3. Flames (Tempest) – 3:55
4. Hero (Tempest) – 4:15
5. Wake Up Call – 4:14
6. Reason (Tempest, Michaeli) – 4:37
7. Song No. 12 – 4:09
8. Roll With You – 4:30
9. Sucker (Tempest) – 3:42
10. Spirit of the Underdog (Tempest) – 4:25
11. America (Tempest) – 3:35
12. Settle for Love – 3:49

## Formation
- Joey Tempest – chants
- John Norum – guitares
- John Levén – basse
- Mic Michaeli – claviers
- Ian Haugland – batterie

## Singles
- 15 septembre 2004 : Got to Have Faith
- 20 septembre 2004 : Hero